# Šance (Vrbovce)
Osada Šance (též Na Šancích, dříve U Sabotů, dříve slovensky Sabotovci) je částí obce Vrbovce ve slovenském okrese Myjava. Je položena v pohoří Bílé Karpaty v údolí řeky Teplice. Je umístěna na křižovatce silnic druhé třídy číslo II/499 a II/500, nachází se zde železniční stanice Vrbovce.
Ač nyní náleží osada ke Slovensku, historicky náležela k Moravě a až do 24. července 1997 náležela k moravské obci Javorník. V osadě se konalo referendum, v němž většina obyvatel vyslovila přání patřit ke Slovensku. Poté byla 25. července 1997 spolu s některými dalšími pozemky v Česku připojena ke Slovensku na základě mezistátní smlouvy výměnou za slovenskou část osady Sidonie a některé další slovenské pozemky, což vyvolalo svého času značné politické kontroverze a proti připojení ke Slovensku se stavěla i část obyvatel osady U Sabotů. V září 1998 byla osada U Sabotů přejmenovaná na současný název Šance. Nová státní hranice zde tvoří klín směřující po horském sedle dovnitř území České republiky. U špice klínu se v sedle nachází železniční stanice Vrbovce, vzdálená od vlastních Vrbovců asi 4,5 km.
Sedlem u osady prochází slovenská silnice II/500 od Senice a Vrbovců, na kterou navazuje česká silnice I/71 do Javorníku. Poblíž osady se k silnici II/500 připojuje slovenská silnice II/499 z Myjavy. Z Myjavy do Javorníku prochází též železniční trať, na českém území pod číslem 343. Kolem železniční stanice Vrbovce vedou dvě značené turistické trasy, modrá a červená; obě přecházejí z Česka na Slovensko.

## Galerie

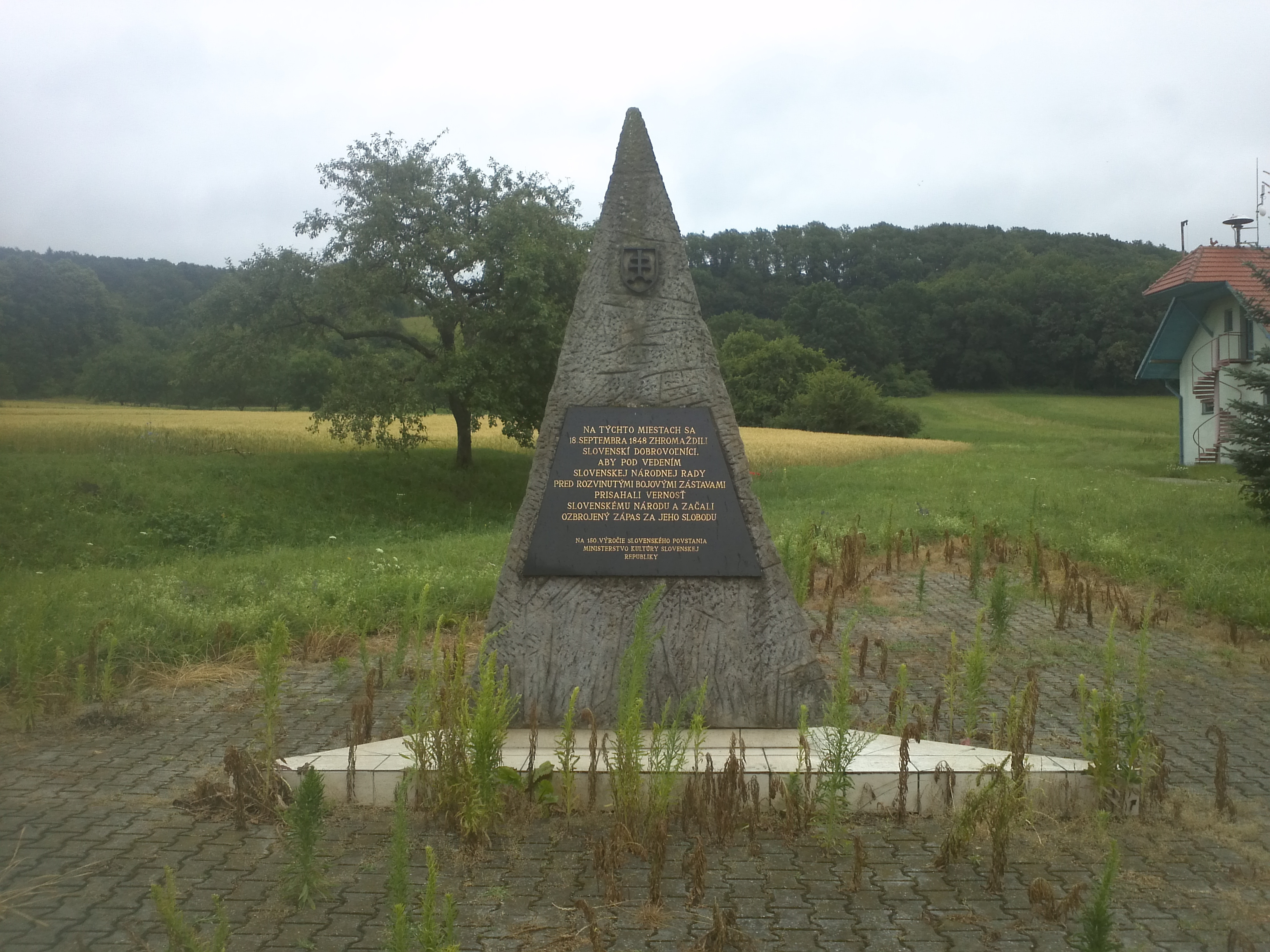
Pomník revoluce 1848
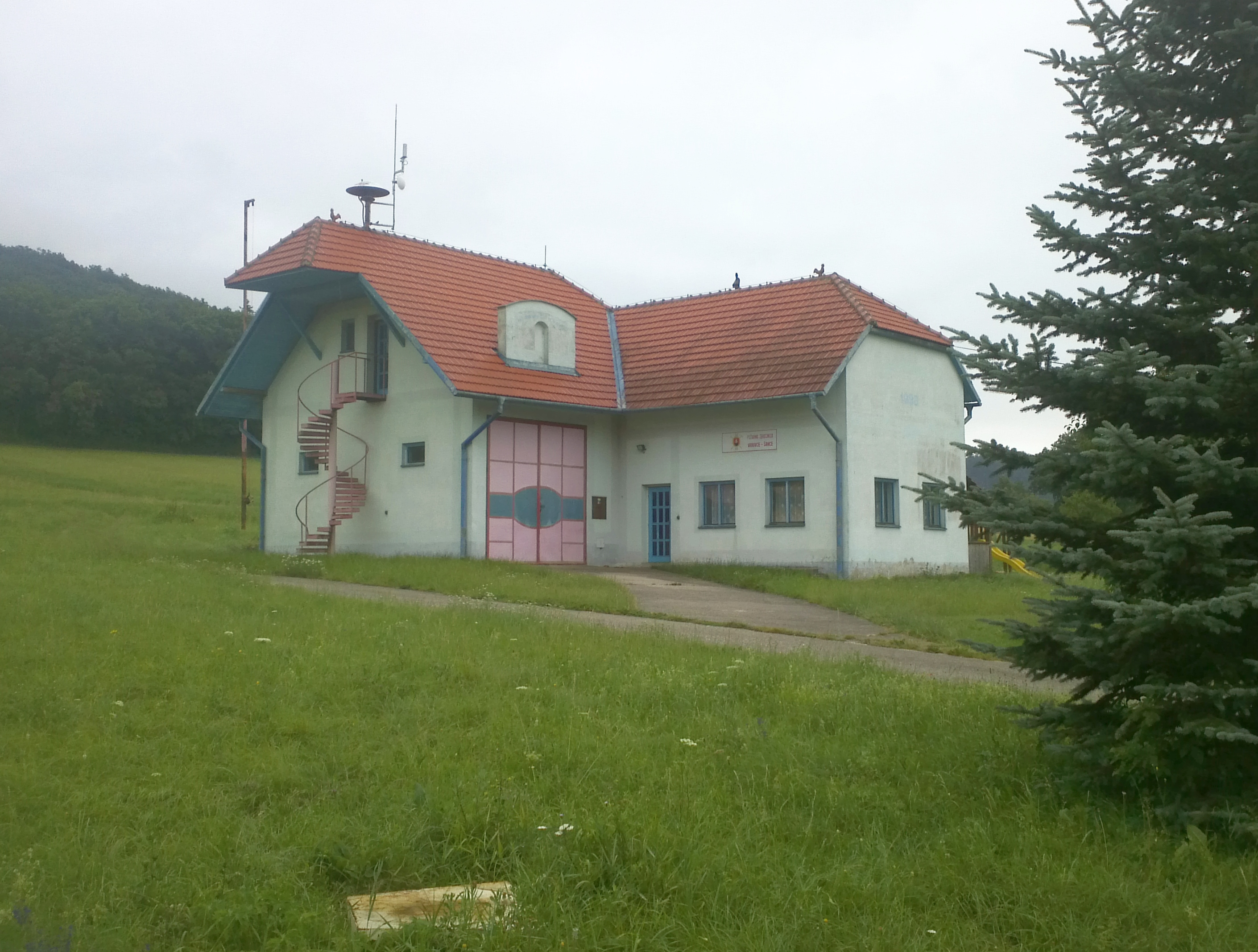
Hasičská zbrojnice
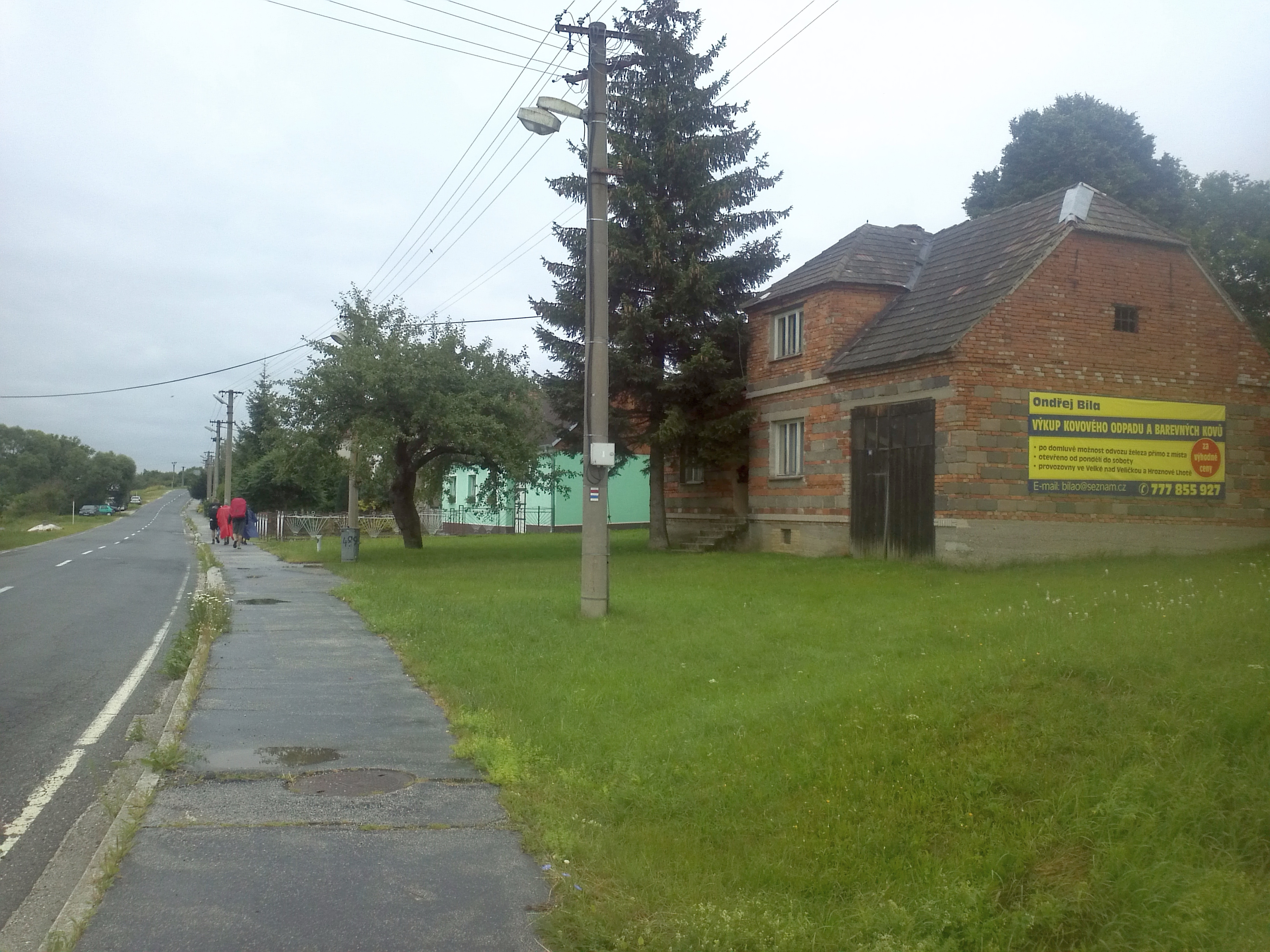
Severní část
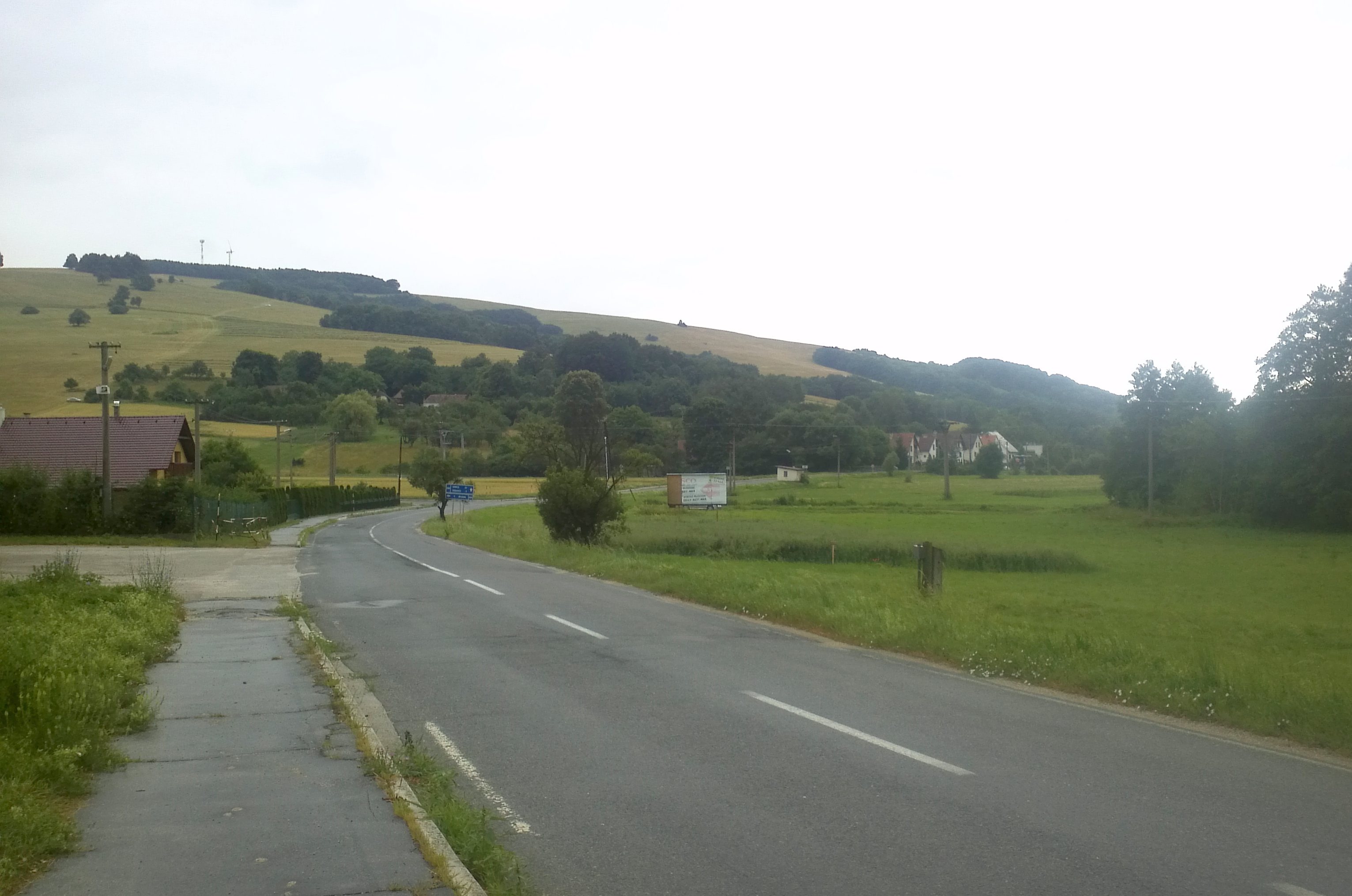
Centrum, poblíž křižovatky